# Bruno Dubernat
Bruno Dubernat, né le 17 janvier 1962 à Alfortville (Val-de-Marne) et mort le 30 mars 2022 à Vitry-sur-Seine (Val-de-Marne) est un acteur et directeur artistique français.
Principalement actif dans le doublage, il est la voix française régulière de Neal McDonough, Taye Diggs, Blair Underwood et Temuera Morrison ainsi que l'une des voix de Vince Vaughn, Luis Guzmán, Cuba Gooding Jr., John C. Reilly, Danny Huston, Kevin Nealon et Dwayne Johnson,,. Il est également la voix française de Jigsaw, le Tueur au Puzzle, interprété par Tobin Bell dans la série de films Saw,,. Actif dans le jeu vidéo, il double notamment Killer Croc et Ra's al Ghul dans la saga Batman: Arkham, Brynjolf dans The Elder Scrolls V: Skyrim ainsi que Damus dans Jak 3.
Également directeur artistique, il a dirigé plusieurs doublages de films et de séries dont notamment l'anime Death Note.

## Biographie

### Jeunesse et formations
Bruno Maurice Edmond Dubernat est né le 17 janvier 1962 à Alfortville (Val-de-Marne).

### Doublage
Après sa formation d'acteur, il se centre principalement sur le doublage. Il double notamment les acteurs Philip Akin (Charlie DeSalvo) dans la série Highlander, Christian Bale dans le film Le Règne du feu en 2002, Dominic West dans la série Sur écoute, Temuera Morrison (Jango Fett) dans Star Wars, épisode II : L'Attaque des clones et Star Wars, épisode III : La Revanche des Sith et double régulièrement depuis 2001, l'acteur Neal McDonough,,, depuis la série Frères d'armes. Dans le domaine de l'animation, il prête aussi sa voix au personnage Focas dans la série Blake et Mortimer ou Franck dans le film Le Vilain Petit Canard et moi mais aussi dans des jeux vidéo comme Fade to Black, Spider-Man : Dimensions et retrouve le personnage Jango Fett dans Star Wars: Bounty Hunter ou encore Killer Croc dans Batman: Arkham Asylum et ses suites.
Il a également doublé Christophe Lambert à trois reprises, dans les films Mean Guns, The Point Men et Southland Tales. Il a une palette vocale qui lui permet aussi de doubler plusieurs acteurs noirs-américains tels que Blair Underwood, Cuba Gooding Jr., Terry Crews ou Taye Diggs, entre autres,,.
En 2010, il est le narrateur du court métrage Police. En 2013, il joue dans les courts métrages Si près du but et Battle : La Ligue des danseurs de l'ombre. En 2014 et 2015, il participe au doublage du film parodique français sur la saga du Hobbit, Le Hobbit : Les Origines du Cantal et Le Hobbit : Le Retour du roi du Cantal, réalisé par un jeune français Léo Pons, aux côtés d'autres grands noms du doublage comme Marc Cassot, Benoît Allemane, Xavier Fagnon ou Vincent Grass. En 2015, il joue le rôle principal du court métrage Un jeudi noir centré sur l'univers de la police.

### Mort
Bruno Dubernat meurt le 30 mars 2022 à Vitry-sur-Seine (Val-de-Marne) à l'âge de 60 ans,,,.

## Filmographie
- 1984 : Jeans Tonic de Michel Patient : le surveillant de l'école
- 2001 : Avocats et Associés : Pierre (série télévisée)
- 2010 : Police de Damien Sintes : le narrateur
- 2013 : Si près du but d'Alexandre Bideaud et Julien Meunier : Jean-Claude
- 2013 : Battle : La Ligue des danseurs de l'ombre de Dany Dupuy : le journaliste
- 2015 : Un jeudi noir de Damien Sintes : Pierre
- 2016 : Chut ! de Léo Pons : Jérôme

## Doublage
Note : Les dates inscrites en italique correspondent aux sorties initiales des films dont Bruno Dubernat a assuré le redoublage ou le doublage tardif.

### Cinéma

#### Films
- Neal McDonough dans : 
  - Tolérance Zéro (2004) : Jay Hamilton
  - Coast Guards (2006) : Jack Skinner
  - The Last Time (2007) : Hurly
  - Hitcher (2007) : le lieutenant Esteridge
  - 88 Minutes (2007) : Jon Forster
  - Forever Strong (2008) : Richard Penning
  - Captain America: First Avenger (2011) : Timothy « Dum Dum » Dugan
  - Red 2 (2013) : Jack Horton
  - Game Over, Man! (2018) : Conrad
  - Proud Mary (2018) : Walter
  - Sonic, le film (2020) : le major Bennington
  - Resident Evil : Bienvenue à Raccoon City (2021) : William Birkin
- Tobin Bell dans : 
  - Saw (2004) : Jigsaw
  - Saw 2 (2005) : Jigsaw
  - Saw 3 (2006) : Jigsaw
  - Saw 4 (2007) : Jigsaw
  - Saw 5 (2008) : Jigsaw
  - Saw 6 (2009) : Jigsaw
  - Saw 3D : Chapitre final (2010) : Jigsaw
  - Jigsaw (2017) : John Kramer / Jigsaw
- Temuera Morrison dans : 
  - Six jours, sept nuits (1998) : Jager
  - Star Wars, épisode II : L'Attaque des clones (2002) : Jango Fett
  - Star Wars, épisode III : La Revanche des Sith (2005) : les soldats clones
  - Aquaman (2018) : Thomas Curry
  - Dora et la Cité perdue (2019) : Powell
- Vince Vaughn dans : 
  - Dodgeball ! Même pas mal ! (2004) : Peter LaFleur
  - Âge difficile obscur (2005) : M. Geary
  - Be Cool (2005) : Raji
  - Voisins du troisième type (2012) : Bob
  - Les Stagiaires (2013) : Billy
- John C. Reilly dans :
  - Boogie Nights (1997) : Reed
  - Magnolia (1999) : Jim Kurring
  - The Anniversary Party (2001) : Mac Forsyth
  - Ricky Bobby : Roi du circuit (2006) : Cal Naughton, Jr.
- Luis Guzmán dans :
  - Snake Eyes (1998) : Cyrus
  - Confidence (2003) : Omar Manzano
  - Dumb and Dumberer : Quand Harry rencontra Lloyd (2003) : Ray
  - Out of Control (2014) : Ramón Garza
- Cuba Gooding Jr. dans :
  - Instinct (1999) : Theo Caulder
  - Cash Express (2001) : Owen Templeton
  - Dirty (2005) : l'officier Salim Adel
  - Engrenage mortel (2009) : Joshua
- Christophe Lambert dans :
  - Mean Guns (1997) : Lou
  - The Point Men (2001) : Tony Eckhart
  - Southland Tales (2006) : Walter Mung
- Dylan McDermott dans :
  - Wonderland (2003) : David Lind
  - Edison (2005) : Frances Lazerov
  - Les Messagers (2007) : Roy
- Dwayne Johnson dans :
  - Bienvenue dans la jungle (2003) : Beck
  - Rédemption (2006) : Sean Porter
  - Infiltré (2013) : John Matthews
- Kevin Nealon dans :
  - Rien que pour vos cheveux (2008) : Kevin
  - Les Zintrus (2009) : Stuart Pearson
  - Blackout total (2014) : Chopper Steve
- Danny Huston dans :
  - Un Anglais à New York (2008) : Lawrence Maddox
  - X-Men Origins: Wolverine (2009) : William Stryker
  - Game Night (2018) : Donald Anderton
- Matt Dillon dans :
  - Singles (1992) : Cliff Poncier
  - Toi et moi... et Dupree (2006) : Carl Peterson
- Jet Li dans :
  - Dr. Wai (1996) : Dr Wai
  - Black Mask (1996) : Black Mask
- Denis Leary dans :
  - Small Soldiers (1998) : Gil Mars
  - Jugé coupable (1999) : Bob Findley
- Matt Schulze dans :
  - Fast and Furious (2001) : Vince
  - Fast and Furious 5 (2011) : Vince
- Terry Crews dans :
  - Starsky et Hutch (2004) : Porter
  - FBI : Fausses blondes infiltrées (2004) : Latrell Spencer
- Harry Lennix dans :
  - Dommage collatéral (2004) : Dray
  - Barbershop 2 (2004) : Quentin Leroux
- William Fichtner dans :
  - Collision (2005) : Flanagan
  - Le Dernier Présage (2006) : Ed
- Dominic West dans :
  - Punisher : Zone de guerre (2008) : Billy Russoti / Jigsaw
  - La Maison des ombres (2011) : Robert Malory
- Arnold Vosloo dans :
  - G.I. Joe : Le Réveil du Cobra (2009) : Zartan
  - G.I. Joe : Conspiration (2013) : Zartan
- Hiroyuki Sanada dans :
  - Wolverine : Le Combat de l'immortel (2013) : Shingen Yashida
  - 47 Ronin (2013) : Oishi
- Taye Diggs dans :
  - Opening Night (2016) : Malcolm
  - Petits coups montés (2018) : Richard « Rick »

- 1972[n 1] : La Fureur de vaincre : Petrov (Robert Baker)
- 1979[n 2] : Apocalypse Now : George Philipps (Albert Hall)
- 1981[n 3] : Le Bateau : le chef Bosun (Bootsmann) (Uwe Ochsenknecht)
- 1989 : The Killer : l'inspecteur Li (Danny Lee)
- 1989 : Vidéokid : L'Enfant génial : le guide touristique du studio (Jim Pirri (en))
- 1991 : Les Associés : Joe (Chow Yun-fat)
- 1991 : Y a-t-il un flic pour sauver le président ? : voix additionnelles
- 1992 : Gladiateurs : Spits (T. E. Russell)
- 1992 : Sables mortels : Delmar Blackwater (Fredrick Lopez)
- 1992 : Dernière Limite : Russell Stevens Jr. / John Hull (Laurence Fishburne)
- 1992 : Universal Soldier : Garth (Tico Wells (en))
- 1993 : Deux Doigts sur la gâchette : Izzy (Kadeem Hardison)
- 1993 : Made in America : Tea Cake Walters (Will Smith)
- 1993 : Cliffhanger : Traque au sommet : Kynette (Leon Robinson)
- 1993 : Piège en eaux troubles : Frank Morris (Andre Braugher)
- 1994 : Above the Rim : Birdie (Tupac Shakur)
- 1994 : Absolom 2022 : Stephano (Kevin J. O'Connor)
- 1994 : The Crow : Tin Tin (Laurence Mason (en))
- 1994 : Street Fighter : Ryu (Byron Mann)
- 1995 : Duo mortel : Tod Stapp (Michael Beach)
- 1995 : Midnight Man : Steve Lopez (Jeff Griggs)
- 1995 : Showgirls : Jeff (Dewey Weber)
- 1996 : Spoof Movie : le père de Cendar (Lahmard Tate)
- 1996 : La Couleur de l'arnaque : Marvin Shabazz (Michael Jace)
- 1996 : Dar l'Invincible 3 : L'Œil de Braxus : Seth (Tony Todd)
- 1996 : Rock : agent Star (Dwight Hicks)
- 1996 : Darkman 3 : Peter Rooker (Jeff Fahey)
- 1996 : The Crow : La Cité des anges : Nemo (Thomas Jane)
- 1996 : À l'épreuve des balles : Rock Keats (Damon Wayans)
- 1996 : Au revoir à jamais : Luke (David Morse)
- 1996 : Les 101 Dalmatiens : l'officier de police #2 (John Peters)
- 1997 : Double Team : Yaz (Dennis Rodman)
- 1997 : Copland : Shondel, le voyou sur le toit de l'immeuble (Method Man)
- 1997 : Wanted : Recherché mort ou vif : Spencer (Eric Roberts)
- 1997 : Des hommes d'influence : William Schumann (Woody Harrelson)
- 1998 : Un cri dans l'océan : Mason (Clifton Powell)
- 1998 : La Dernière Preuve : détective Baker (Victor Love)
- 1998 : Hors d'atteinte : Maurice Miller (Don Cheadle)
- 1998 : Casses en tous genres : M. C. Victor (Adam Moreno)
- 1998 : Rush Hour : Bobby (Barry Shabaka Henley)
- 1998 : Ennemi d'État : Fiedler (Jack Black)
- 1999 : Vorace : le major Knox (Stephen Spinella)
- 1999 : The Vivero Letter : Ray Wheeler (Tom Poster)
- 1999 : À tombeau ouvert : Griss (Afemo Omilami)
- 1999 : Suspicion : Charlie (John Hannah)
- 1999 : Le Talentueux Mr Ripley : Freddie Miles (Philip Seymour Hoffman)
- 2000 : Mission to Mars[14] : l'ordinateur de bord (Bill Timoney (en)) (voix)
- 2000 : 60 secondes chrono : Johnnie B. (Master P)
- 2000 : The Patriot : Le Chemin de la liberté : ? ( ? )
- 2000 : Tigerland : le sergent Thomas (James MacDonald)
- 2000 : Y a-t-il un flic pour sauver l'humanité ? : le lieutenant Bradford Shitzu (Pierre Edwards)
- 2001 : À l'ombre de la haine : Lawrence Musgrove (Sean J. Combs)
- 2001 : Final Fantasy : Les Créatures de l'esprit : Neil (Steve Buscemi)
- 2001 : Route 666 : Jack La Roca (Lou Diamond Phillips)
- 2001 : La Loi des armes : Trevor (Brian Goodman (en))
- 2001 : Sweet November : Don Watson (L. Peter Callender)
- 2001 : Petite arnaque entre amis : Avery Phillips (James Earl Jones)
- 2001 : Le 51e État : Virgil Kane (Sean Pertwee)
- 2002 : 28 Jours plus tard : Mark (Noah Huntley)
- 2002 : Jason X : Fat Lou (Boyd Banks)
- 2002 : Empire : Jimmy (Vincent Laresca)
- 2002 : Barbershop : l'inspecteur Williams (Tom Wright)
- 2002 : Le Règne du feu : Quinn (Christian Bale)
- 2003 : Paycheck : James Rethrick (Aaron Eckhart)
- 2003 : Jeepers Creepers 2 : Taggart (Ray Wise)
- 2004 : Blade: Trinity : Drake (Dominic Purcell)
- 2004 : Space Movie : Rogul (Hans-Michael Rehberg)
- 2004 : Sideways : le mari de Cammi (M. C. Gainey)
- 2004 : Instincts meurtriers : Wilson Jefferson (Richard T. Jones)
- 2005 : 7 secondes : Mikhaïl (Serge Soric)
- 2005 : London : Bateman (Jason Statham)
- 2006 : Camping-car : Travis Gornicke (Jeff Daniels)
- 2006 : Big Mamma 2 : Tom Fuller (Mark Moses)
- 2006 : La Panthère rose : Bizu (William Abadie)
- 2006 : Affaire de femmes : Carlos Armstrong (Blair Underwood)
- 2006 : A Scanner Darkly : l'agent de police (Steven Chester Prince)
- 2006 : Scary Movie 4 : lui-même (Shaquille O'Neal)
- 2007 : Hot Fuzz : le narrateur (Edgar Wright)
- 2007 : Les Condamnés : Goldman (Rick Hoffman)
- 2007 : Sukiyaki Western Django : The Gunman / Django (Hideaki Itō)
- 2008 : Doomsday : Michael Canaris (David O'Hara)
- 2008[n 4] : L'Absent : Max (Josef Bierbichler)
- 2009 : Les Anges de Boston 2 : Rocco (David Della Rocco (en))
- 2009 : The Red Riding Trilogy : John Piggott (Mark Addy)
- 2010 : Troupe d'élite 2 : Fabio (Milhem Cortaz (en))
- 2012 : Friends with Kids : Ben (Jon Hamm)
- 2015 : Le Hobbit : Le Retour du roi du Cantal : Uldor (Julien Caumel)[10]
- 2015 : Diversion : Horst (Brennan Brown)
- 2016 : American Nightmare 3 : Élections : Edwidge Owens (Kyle Secor)
- 2017 : Guardians : August Kuratov (Stanislav Shirin)
- 2018 : Évasion 2 : Le Labyrinthe d'Hadès : Galilée (Mike McColl)
- 2021 : L'ultimo Paradiso : ? ( ? )
- 2021 : La Femme à la fenêtre : l'acteur dans un des films que regarde Anna ( ? )

#### Films d'animation
- 1984[n 5] : Luke l'Invincible : Manu (2e doublage)
- 1990[n 6] : Oliver et Olivia : Ingolf
- 2000 : Le Gâteau magique : Watkin Wombat
- 2002 : La Planète au trésor : Un nouvel univers : le brigadier 2
- 2003 : Les Énigmes de l'Atlantide : Dr Amadou Gentil
- 2003 : Animatrix : l'opérateur
- 2003 : Stitch ! Le film : Cobra Bubbles
- 2006 : Astérix et les Vikings : le télégraphe
- 2006 : Le Vilain Petit Canard et moi : Franck
- 2006 : Leroy et Stitch : Cobra Bubbles (voix au téléphone)
- 2017 : Justice League Dark :  Felix Faust
- 2019 : Le Règne des Supermen : Darkseid
- 2019 : Lego DC Batman: Family Matters : Killer Croc
- 2020 : Dragon Quest: Your Story : Drago / Dr Agon
- 2020 : Justice League Dark: Apokolips War : Darkseid
- 2020 : Pets United : L'union fait la force : Victor
- 2021 : New Gods: Nezha Reborn : le père de Li Xunxiang

### Télévision

#### Téléfilms
- 1992 : Jalousie criminelle : Dale Cutler (Sherman Augustus)
- 1995 : Mike Tyson, l'histoire de sa vie : Rory Holloway (Malcolm-Jamal Warner)
- 1997 : Harcèlement sur le web (en) : inspecteur Sullivan (Carlton Wilborn)
- 1997 : Douze hommes en colère : le juré no 5 (Dorian Harewood)
- 1998 : Les Rois de Las Vegas : Sammy Davis, Jr. (Don Cheadle)
- 1998 : La Rage de survivre (en) : Wilfried (Isaiah Washington)
- 2000 : L'Histoire de Linda McCartney (en) : George Harrison (Chris Cound)
- 2000 : L'Espoir d'un lendemain : Florian Sandvoss (Hans Werner Meyer (en))
- 2002 : Point d'origine : Mike Camello (Cliff Curtis)
- 2003 : La Voix des crimes : Lars Etsen (Kim Coates)
- 2003 : L'Été des loups : Jon Reitan (Jørgen Langhelle (en))
- 2003 : Le Sniper de Washington : 23 jours de terreur : John Allen Muhammad (Bobby Hosea (en))
- 2004 : Starship Troopers 2 : V. J. Dax (Richard Burgi)
- 2005 : La Huitième Plaie : Russ (Jeff Fahey)
- 2005 : L'Aventure du Poséidon : Sam Mercer (Matt Rippy (en))
- 2007 : La Fille du pirate : Israël Hands (Jürgen Vogel)
- 2007 : Pandemic : Virus fatal : l'agent Pete Sampson (Shashawnee Hall)
- 2009 : Virtuality : Le Voyage du Phaeton : Jimmy Johnson (Ritchie Coster)
- 2010 : La Colère de Sarah : Don Burston (Jeremy Ratchford)
- 2012 : La Tour : Manfred Weniger (Thorsten Merten)
- 2021 : Serment mortel sur le campus : l'officier Jim Carter (Drew Pollock)

#### Séries télévisées
- Neal McDonough dans (21 séries) :
  - Frères d'armes (2001) : 1er lieutenant Lynn « Buck » Compton (mini-série)
  - Boomtown (2002-2003) : David McNorris (24 épisodes)
  - NIH : Alertes médicales (2004-2005) : Dr Stephen Connor (20 épisodes)
  - New York 911 (2005) : Stephen Connor (saison 6, épisode 16)
  - Traveler : Ennemis d'État (2007) : Jack Freed (6 épisodes)
  - Deux princesses pour un royaume (2007) : Wyatt Cain (mini-série)
  - Desperate Housewives (2008-2009) : Dave Williams (24 épisodes)
  - Justified (2012) : Robert Quarles (12 épisodes)
  - Perception (2012) : Fredrick James Dafoe (saison 1, épisode 4)
  - Les Experts : Manhattan (2012) : Grant Hamilton (saison 9, épisode 4)
  - Les Experts (2013) : Tommy Barnes (saison 13, épisode 18)
  - Mob City (2013) : le capitaine William H. Parker (6 épisodes)
  - Marvel : Les Agents du SHIELD (2014) : Timothy « Dum Dum » Dugan (saison 2, épisode 1)
  - Agent Carter (2015) : Timothy « Dum Dum » Dugan (saison 1, épisode 5)
  - Arrow (2015-2016) : Damien Darhk (20 épisodes)
  - Flash (2015) : Damien Darhk (1re voix - saison 2, épisode 8)
  - Legends of Tomorrow (2016-2020) : Damien Darhk (17 épisodes)
  - Projet Blue Book (2019-2020) : le général James Harding (20 épisodes)
  - Yellowstone (2019) : Malcolm Beck (6 épisodes)
  - Les 100 (2020) : Anders (saison 7, 5 épisodes)
  - American Horror Story (2021) : Dwight « Ike » Eisenhower (saison 10, épisodes 7 à 10)
- Taye Diggs dans (13 séries) :
  - Ally McBeal (2001) : Jackson Duper (10 épisodes)
  - Kevin Hill (2004-2005) : Kevin Hill (22 épisodes)
  - Day Break (2006) : l'inspecteur Brett Hopper (13 épisodes)
  - Grey's Anatomy (2007 / 2009) : Dr Sam Bennett (saison 3, épisodes 22 et 23 puis saison 5, épisode 15)
  - Private Practice (2007-2013) : Dr Sam Bennett (111 épisodes)
  - New Girl (2013) : Artie (saison 3, épisode 7)
  - The Good Wife (2014) : Dean Levine-Wilkins (saison 6, épisodes 2, 3 et 5)
  - First Murder (2014-2016) : l'inspecteur Terry English (32 épisodes)
  - Rosewood (2015-2016) : Dr Mike Boyce (saison 1, épisodes 9 à 11)
  - Empire (2016-2017) : Angelo DuBois (23 épisodes)
  - All American (2018-2021) : Billy Baker (1re voix, saisons 1 à 4)
  - Le Nouveau Muppet Show (2020) : lui-même
  - Allô la Terre, ici Ned (2020) : lui-même (saison 1, épisode 10)
- Blair Underwood dans (10 séries) :
  - Sex and the City (2003-2004) : Dr Robert Leeds (5 épisodes)
  - LAX (2004-2005) : Roger De Souza (13 épisodes)
  - Old Christine (2006-2010) : Daniel Harris (9 épisodes)
  - New York, unité spéciale (2007) : Miles Sennet (saison 8, épisode 11)
  - Dirty Sexy Money (2007-2009) : Simon Elder (22 épisodes)
  - The Event (2010-2011) : le président Elias Martinez (22 épisodes)
  - Ironside (2013) : Robert Dacier (Ironside en VO) (9 épisodes)
  - Marvel : Les Agents du SHIELD (2015-2016) : Dr Andrew Garner (10 épisodes)
  - The Good Wife (2016) : Harry Dargis (saison 7, épisode 17)
  - Quantico (2016-2018) : Owen Hall (35 épisodes)
- Justin Louis dans (5 séries) :
  - Missing : Disparus sans laisser de trace (2004-2006) : John Pollock (37 épisodes)
  - Les Experts : Miami (2006) : Jason Adams (saison 4, épisode 20)
  - Esprits criminels (2009) : Ray Colston (saison 4, épisode 18)
  - Stargate Universe (2009-2011) : le colonel Everett Young (40 épisodes)
  - NCIS : Enquêtes spéciales (2012) : l'inspecteur Nick Burris (saison 9, épisode 13)
- Tim Matheson dans :
  - À la Maison-Blanche (1999-2006) : John Hoynes (20 épisodes)
  - Shark (2007) : le juge Andrew Bennett (saison 1, épisode 15)
  - Burn Notice (2008-2013) : Larry Sizemore (5 épisodes)
  - FBI : Duo très spécial (2010) : Edward Walker (saison 2, épisode 1)
- Ray Campbell dans :
  - The Shield (2005-2008) : Kleavon Gardner (5 épisodes)
  - Breaking Bad (2011) : Tyrus Kitt (10 épisodes)
  - Better Call Saul (2017-2020) : Tyrus Kitt (1re voix, saisons 3 à 5)
  - Murder (2019-2020) : Solomon Vick (6 épisodes)
- Courtney B. Vance dans :
  - Flashforward (2009-2010) : le directeur-adjoint Stanford Wedeck (29 épisodes)
  - The Closer : L.A. enquêtes prioritaires (2010-2011) : Tommy Delk (saison 6, épisodes 10 et 12 puis saison 7, épisode 1)
  - Revenge (2012) : Benjamin Brooks (saison 1, épisodes 16 à 19)
  - American Crime Story (2016) : Johnnie Cochran Jr (10 épisodes)
- Dominic West dans :
  - Sur écoute (2002-2008) : l'inspecteur James « Jimmy » McNulty (60 épisodes)
  - The Hour (2011-2012) : Hector Madden (12 épisodes)
  - The Affair (2014-2019) : Noah Solloway (53 épisodes)
- Brennan Brown dans :
  - Person of Interest (2012-2013) : l'agent spécial Nicholas Donnelly (9 épisodes)
  - Beauty and the Beast (2014-2015) : le capitaine Ward (8 épisodes)
  - Chicago Med (2015-2021) : Dr Sam Abrams (1re voix, saisons 1 à 7)
- Tim Russ dans :
  - Star Trek: Voyager (1995-2001) : le lieutenant-commandant Tuvok (168 épisodes)
  - Samantha qui ? (2007-2009) : Frank (35 épisodes)
- Mackenzie Gray dans :
  - Traque sur Internet (1998-1999) : Greg Hearney (11 épisodes)
  - Kyle XY : l'employé de la compagnie (saison 1, épisode 4)
- Rick Worthy (en) dans :
  - Felicity (2001) : Jeremy Cavallo (saison 4, 4 épisodes)
  - Eli Stone (2008) : Leonard Dupler (saison 1, épisode 13)
- Richard Burgi dans :
  - 24 Heures chrono (2001-2002) : Alan York / Kevin Carroll (11 épisodes)
  - Eyes (2005) : l'agent spécial Matthew Hale (épisode 12)
- Merwin Mondesir (en) dans :
  - Sue Thomas, l'œil du FBI (2003) : Lester Ames / Abdhul (saison 1, épisode 10)
  - Human Target : La Cible (2010) : Tom Karrel (saison 1, épisode 4)
- Kevin Nealon dans :
  - Weeds (2005-2012) : Douglas Wilson (102 épisodes)
  - Papa a un plan (2016-2020) : Don Burns (68 épisodes)
- Dwayne « The Rock » Johnson dans :
  - Cory est dans la place (2007) : lui-même (saison 1, épisode 21)
  - Hannah Montana (2007) : lui-même (saison 2, épisode 17)
- Grant Bowler dans :
  - Lost : Les Disparus (2008) : le capitaine Gault (saison 4, épisodes 7, 8 et 11)
  - True Blood (2010) : Coot (7 épisodes)
- Richard Dormer dans :
  - Game of Thrones (2013-2019) : Lord Beric Dondarrion (13 épisodes)
  - Rellik (2017) : le capitaine Gabriel Markham (mini-série)
- Temuera Morrison dans :
  - The Mandalorian (2020) : Boba Fett
  - Le Livre de Boba Fett (2021-2022) : Boba Fett

- 1991-1992 : Alerte à Malibu : Flaco (Joey Naber) (2 épisodes) et Mason Sato (Cary-Hiroyuki Tagawa) (saison 2, épisode 13)
- 1993-1995 : Highlander : Charlie DeSalvo (Philip Akin) (17 épisodes)
- 1994 : Le Retour des Incorruptibles : Jaryki (Will Zahrn) (saison 1, épisode 1)
- 1997 : Les Aventures fantastiques d'Alex Strange : Manfred Strange (Robert Crow)
- 1997 : Babylon 5 : le capitaine James (David Purdham (en)) (saison 4, épisodes 17, 19 et 20)
- 1998-1999 : Mortal Kombat: Conquest : Shang Tsung (Bruce Locke) (22 épisodes)
- 1999-2000 : La Famille Green : Mitch Green (Jon Tenney) (22 épisodes)
- 1999-2001 : Gimme, Gimme, Gimme : Jez Littlewood (Brian Bovell) (13 épisodes)
- 2002-2003 : Odyssey 5 : Dr Leshawn (Clé Bennett) (4 épisodes)
- 2002-2003 : Fastlane : Aquarius (Kurt « Big Boy » Alexander) (11 épisodes)
- 2002-2005 : Les Feux de l'amour : l'inspecteur Hank Weber (Sherman Augustus) (90 épisodes)
- 2003-2010 : Cold Case : Affaires classées : l'inspecteur Nick Vera (Jeremy Ratchford) (156 épisodes)
- 2004-2009 : Battlestar Galactica : Tom Zarek (Richard Hatch) (22 épisodes)
- 2005 : 24 Heures chrono : Robert Morrison (Keith Szarabajka) (saison 4, épisodes 19 et 21)
- 2008-2010 : American Wives : le major Bryce Ogden (Jeff Rose) (4 épisodes)
- 2008 : Robin des Bois : Richard Cœur de Lion (Steven Waddington) (saison 2, épisode 13)
- 2011 / 2014 : Once Upon a Time : le roi Midas (Alex Zahara) (saison 1, épisode 6 et saison 3, épisode 21)
- 2013 : Meurtres à Sandhamn : Göran Nilsson (Tomas Norström) (saison 3, épisodes 1 à 3)
- 2015 : True Detective : Francis « Frank » Semyon (Vince Vaughn) (8 épisodes)
- 2015-2018 : House of Cards : Henry Mitchell (Marc Kudisch) (3 épisodes)
- 2016 : The Young Pope : Carlos Garcia (Tony Plana) (3 épisodes)
- 2016 : Toi, moi et elle : le doyen Dean Weinstock (Jerry Wasserman) (6 épisodes)
- 2016 : American Crime : Michael LaCroix (André « André 3000 » Benjamin) (saison 2, 6 épisodes)
- 2017 : Designated Survivor : Patrick Lloyd (Terry Serpico) (7 épisodes)
- 2017 : Jordskott, la forêt des disparus : Dr Parker (Alexej Manvelov) (8 épisodes)
- 2017 : Berlin Station : Stefan Heidrich (Steffen Wink) (4 épisodes)
- 2017-2018 : Six : Emire Hatim Al-Muttaqi (Jarreth J. Merz)
- 2017-2021 : Harry Bosch : l'inspecteur Santiago Robertson (Paul Calderon) (30 épisodes)
- 2017-2022 : Workin' Moms : Richard Greenwood (Peter Keleghan) (1re voix, saisons 1 à 6)
- 2018 : Dynastie : Max Van Kirk (C. Thomas Howell) (saison 2, épisodes 1 et 2)
- 2018 : The Terror : Thomas Blanky (Ian Hart) (10 épisodes)
- 2018 : Dogs of Berlin : Kurt Grimmer (Felix Kramer (de)) (10 épisodes)
- 2018-2019 : Trapped : Ketill (Steinn Ármann Magnússon) (10 épisodes)
- 2019 : How to Sell Drugs Online (Fast) : Buba, le dealer (Bjarne Mädel) (6 épisodes)
- 2019-2020 : Black Lightning : le commandant Carson Williams (Christopher B. Duncan) (saison 3, 4 épisodes)
- 2019-2020 : The Ranch : Roger Hollister (Casey Sander) (saison 4, 4 épisodes)
- 2019-2021 : Pennyworth : Lord James Harwood (Jason Flemyng) (17 épisodes)
- 2020 : SEAL Team : Ryan Walker (Michael Beach)
- 2020 : Le Protecteur d'Istanbul : Birol (Hasan Üner)
- 2020 : Le Jeu de la dame : William Shaibel (Bill Camp) (mini-série)
- 2020 : Fargo : Hunk Swindell (Tim Hopper (en)) (saison 4, épisode 9)
- Agence Matrix : Hanson (Derek Webster) / Ellis (Wayne Wilderson)
- Alias : Craig Blair (James Lesure) / Joseph Ehrmann (Angus Macfadyen)
- Ally McBeal : Michael Rivers (Isaiah Washington)
- Bones : Dr Graham Legiere (Colby Donaldson (en)) / commandant James Adams (Ian Anthony Dale)
- Le Caméléon : Bobby Cain (Peter Murnik (en))
- Le Cartel : Dr Heywood Klein (Brian Benben)
- Castle : Teodor Hajek (Ivo Nandi)
- Chuck : Augusto Gaez (Lou Diamond Phillips) / Neil (Cedric Yarbrough) / Al Powell (Reginald VelJohnson)
- The Closer : L.A. enquêtes prioritaires : Fernando Soto (Carlos Sanz)
- DCI Banks : Stuart Burgess (Richard Dillane[n 7])
- Dernier Recours : Ty Furlong (Sharif Atkins)
- Destins croisés : le garagiste (Phillip Jarrett)
- Earl : Chubby (Burt Reynolds)
- Les Enquêtes de Murdoch : John Warton (Maurice Dean Wint)
- Everwood : un policier (Curt Dousett) / le prêtre (Tim Threlfall) / Grey Cloud (Adam Beach)
- Ghost Whisperer : Dave McKey (Tom Wright (en))  (saison 4, épisode 19)
- Grey's Anatomy : Kyle Booker (Tim Rhoze)
- Los Angeles : Division homicide : Alton Davis (Mario Van Peebles)
- Médium : le principal Phillips (Shashawnee Hall)
- Mysterious Ways : Les Chemins de l'étrange : Haydon Cole (Bruce Dawson)
- New York, police judiciaire : Dean Tyler (Tom Berenger) / Grant Silverman (Bray Poor)
- The Nine : 52 heures en enfer : Maire (Alex Fernández)
- Newport Beach : Paul Glass (Tom Wright)
- The Practice : Donnell et Associés : Peter Ronzoni (Jack Kerrigan) (saison 3, épisode 8, en 1998) / le juge Stroud (Charles Walker) (saison 4, épisode 21)
- Preuve à l'appui : Martinson (Brian Tarantina) / David Tallridge (David Andriole (en))
- Les Soprano : Vito Spatafore (Joseph R. Gannascoli (en))
- Standoff : Les Négociateurs : Andre / Jared Kendall (Shea Whigham)
- La Star de la famille : le principal Tisdale (Daryl Edwards)
- The Street : Mike (Eric Thal (en))
- Un tandem de choc : Louis Gardino (Daniel Kash (en))
- Underbelly : Lewis Caine (Marcus Graham (en))
- V : Lars Tremont (Marc Singer)
- Washington Police : M. Broyles (Robert Wisdom)
- X-Files : Aux frontières du réel : John Speranza (John Toles-Bey)

#### Séries d'animation
- 1991 : ProStars[15] : Bo Jackson
- 1992-1993 : Graine de champion : Cyril le capitaine de l'équipe
- 1994[n 8] : Macross Plus : voix additionnelles
- 1994[n 8] : Crying Freeman : Tsunaike
- 1994-1997 : Gargoyles, les anges de la nuit : Talon et Taurus
- 1995 : Aladdin : le chef des cavaliers de Ramond (épisode 80)
- 1995-1997 : Freakazoid! : Dr Mystico
- 1997 : Les Nouvelles Aventures de Batman : Killer Croc / Waylon Jones, Bane et Etrigan / Jason Blood
- 1997 : Blake et Mortimer : Focas (13 épisodes)
- 1997 : Superman, l'Ange de Metropolis : Metallo
- 1997 : Animaniacs : Yann Amar, le livreur, un doberman et Duke (épisode 92)
- 1997-2001 : Men in Black : voix additionnelles
- 1998 : Invasion America : Rafe et le général Gorden
- 1999 : Starship Troopers : Sky Marshal Sanchez
- 2000 : Max Steel : Psycho
- 2000-2004 : Jackie Chan : Po Kong, Dr Karl Nivor (épisode 19), Kiang Chi (épisode 48) et Drago (voix de remplacement, épisode 79)
- 2001 : La Ligue des justiciers : Félix Faust et Darkseid (1er voix)
- 2001 : Samouraï Jack : le garde (épisode 16), le narrateur et un écossais (épisode  17)
- 2002-2003[n 9] : Mega Man NT Warrior : Gutsman et Enigmaman
- 2003-2006 : Lilo et Stitch, la série : Cobra Bubbles
- 2004-2005 : Teen Titans : Les Jeunes Titans : Brother Blood (5 épisodes)
- 2004-2008 : Batman : Lex Luthor
- 2005 : Skyland : Oslo
- 2007 : Death Note : Matt, Shingo Mido et Aiber / Tierry Morello / Eraldo Coil
- 2010 : Batman : L'Alliance des héros : Tlano Baroos / Batman de Zur-En-Arrh[n 10] (saison 2, épisode 9)
- 2012 : Star Wars: The Clone Wars : Rako Hardeen
- 2013 : Kung Fu Panda : L'Incroyable Légende : Fu-Xi
- 2013-2021 : Teen Titans Go! : Brother Blood
- 2016 : Star Wars : Les Aventures des Freemaker : Boba Fett
- 2021 : What If...? : Dum Dum Dugan[n 11] (saison 1, épisode 1)
- 2021 : Star Wars: Visions : Boba Fett (saison 1, épisode 2)

### Jeux vidéo
- 1995 : Fade to Black : John O'Connors
- 1996 : Evidence: The Last Report : Daniel Singer
- 1996 : Fort Boyard, la légende : le personnage principal
- 1998 : The X-Files, le jeu : John Amis
- 1999 : Sid Meier's Alpha Centauri : Nwabudike Morgan
- 2001 : Desperados: Wanted Dead or Alive : Samuel Williams
- 2002 : Kingdom Hearts : Ansem
- 2002 : Neverwinter Nights : Aarin Gend
- 2002 : Star Wars: Bounty Hunter : Jango Fett[n 12]
- 2002 : Star Wars: The Clone Wars : les soldats clones
- 2002 : Stronghold: Crusader : Richard Cœur de Lion et le Maréchal
- 2002 : Mafia: The City of Lost Heaven : policiers
- 2003 : Command and Conquer: Generals - Heure H : le général Malcolm « Ace » Granger
- 2003 : Unreal II: The Awakening : John Dalton
- 2004 : Jak 3 : Damas
- 2005 : Star Wars, épisode III : La Revanche des Sith : les soldats clones
- 2006 : Kingdom Hearts 2 : Ansem
- 2007 : Crysis : Nomad
- 2008 : Fable II : Garth
- 2008 : Far Cry 2 : Walton Purefoy
- 2008 : Star Wars: The Clone Wars - Duels au sabre laser : les soldats clones
- 2009 : Batman: Arkham Asylum : Killer Croc et voix additionnelles
- 2009 : Anno 1404 : Cardinal Lucius
- 2009 : La Princesse et la Grenouille : ?
- 2011 : Batman: Arkham City : Ra's al Ghul, Killer Croc et voix additionnelles
- 2011 : The Elder Scrolls V: Skyrim : Brynjolf
- 2013 : Batman: Arkham Origins : Killer Croc / le directeur Joseph
- 2013 : Dishonored : Les Sorcières de Brigmore : membres des Chapeliers
- 2013 : Disney Infinity : Taneleer Tivan / le Collectionneur et des stormtroopers
- 2014 : Diablo III: Reaper of Souls : Malthaël
- 2014 : Titanfall : voix additionnelles
- 2015 : Batman: Arkham Knight : Ra's al Ghul et Killer Croc
- 2015 : Fallout 4 : le présentateur
- 2015 : Call of Duty: Black Ops III : Vincent[n 11]
- 2015 : Heroes of the Storm : Malthaël
- 2018 : Lego DC Super-Vilains : Perry White et Ra's al Ghul

### Direction artistique
Films
- 2001[n 13] : Wet Hot American Summer
- 2014 : Charlie Countryman
- 2015 : Beasts of No Nation
- 2016 : Barbershop: The Next Cut
- 2019 : Brexit: The Uncivil War
- 2021 : Sans aucun remords

Film d'animation
- 1983[n 14] : Golgo 13: The Professional[16]

Séries télévisées
- 2006 : The Lost Room (mini-série)
- 2007 : Cape Wrath
- 2008-2009 : Eleventh Hour
- 2009-2012 : Londres, police judiciaire (saisons 1 à 6)
- 2010 : Caprica
- 2011 : Lights Out
- 2011-2013 : Mad Dogs
- 2012-2017 : Longmire
- 2012-2022 : New York, unité spéciale (saisons 14 à 23)
- 2009-2011 : V
- 2015 : Wet Hot American Summer: First Day of Camp (mini-série)
- 2017 : Wet Hot American Summer: Ten Years Later (mini-série)
- 2018 : The Good Cop
- 2018-2019 : Jack Ryan (saisons 1 et 2)
- 2018-2021 : Perdus dans l'espace

Séries d'animation
- 1993-2000[n 15] : Black Jack[17] (OAV)
- 2006-2007 : Death Note[4]

### Note
1. ↑  2e doublage effectué en 2002.
2. ↑  2e doublage effectué en 2001 pour la version redux.
3. ↑  2e doublage effectué en 1997.
4. ↑  Doublage tardif effectué en 2021.
5. ↑  2e doublage effectué en 2008.
6. ↑  Doublage tardif effectué en 1992.
7. ↑  Crédité au carton de doublage d'Arte.
8. 1 2  Doublage tardif effectué en 1996.
9. ↑  Doublage tardif effectué en 2004.
10. ↑  Interprété par Kevin Conroy en version originale.
11. 1 2  Interprété par Neal McDonough en version originale.
12. ↑  Interprété par Temuera Morrison en version originale.
13. ↑  Doublage tardif effectué en 2014.
14. ↑  2e doublage effectué en 2007.
15. ↑  2e doublage effectué en 2007.